# Hydroporus subpubescens
Hydroporus subpubescens är en skalbaggsart som beskrevs av Leconte 1852. Hydroporus subpubescens ingår i släktet Hydroporus och familjen dykare. Inga underarter finns listade i Catalogue of Life.